# Josef Schovanec
Josef Schovanec (Charenton-le-Pont, 2 de dezembro de 1981), é um filósofo, escritor e tradutor francês, conhecido por ser um ativista e militante acerca do autismo. Possui dois doutorados, um em filosofia e outro em ciências sociais, ambos pela École des hautes études en sciences sociales. É poliglota, e autor de vários livros, incluindo a autobiografia Je suis à l’Est !. Promove palestras desde 2007 sobre autismo na França, se tornando uma das principais figuras autistas no país.